# Associazione Calcio Benevento 1950-1951
Questa voce raccoglie le informazioni riguardanti l'Associazione Calcio Benevento nelle competizioni ufficiali della stagione 1950-1951.

## Rosa
| N. |                       | Ruolo | Calciatore          |
| -- | --------------------- | ----- | ------------------- |
|    | Italia (bandiera)     | D     | L. Buttazzoni       |
|    | Italia (bandiera)     | D     | Domenico Carofiglio |
|    | Italia (bandiera)     | D     | L. Corradi          |
|    | Italia (bandiera)     | A     | Alberto De Negri    |
|    | Italia (bandiera)     | C     | E. Gelsomino        |
|    | Italia (bandiera)     | A     | A. Lamparelli       |
|    | Jugoslavia (bandiera) | A     | Petar Manola        |
|    | Italia (bandiera)     | P     | Francesco Mazzetti  |

| N. |                   | Ruolo | Calciatore        |
| -- | ----------------- | ----- | ----------------- |
|    | Italia (bandiera) | C     | S. Paoli          |
|    | Italia (bandiera) | A     | Enzo Pastore      |
|    | Italia (bandiera) | D     | Ivo Pesaresi      |
|    | Italia (bandiera) | A     | F. Pugliese       |
|    | Italia (bandiera) | P     | L. Snider         |
|    | Italia (bandiera) | C     | Oronzo Tamburrano |
|    | Italia (bandiera) | C     | Pasquale Trabucco |
|    | Italia (bandiera) | A     | Eugenio Zordan    |